# Восьмая Санкт-Петербургская гимназия
Восьмая Санкт-Петербургская гимназия — среднее учебное заведение в Санкт-Петербурге. Как гимназия действовала с 1883 года.

## История
Была образована летом 1883 года из 5-й прогимназии, основанной в 1874 году.
Была размещена в новом помещении: «дом Стракача на 9-й линии между Большим пр. и наб., перестроенный для этой цели арх. Андреем Николаевичем Иоссой на средства, отпущенные казной».
До 1893 года директорами был Я. Г. Мор, который открывал ещё прогимназию; затем гимназией руководил И. Ф. Анненский, которого в 1896 году сменил К. В. Фохт.
Гимназия работала до 1918 года. После революции классы гимназии стали аудиториями рабфака при Горном институте; в 1930-х годах здесь были мастерские института «Гипроруда» и проектного бюро «Рыбосудстрой» и  Василеостровский райисполком; в 1961 году здание передали Василеостровскому дому пионеров; с 2007 года здесь находится Дом детского творчества «На 9-й линии».

## Знаменитые выпускники
См. также: Выпускники Санкт-Петербургской 8-й гимназии